# Аршинов, Владимир Васильевич
Влади́мир Васи́льевич Арши́нов (1879—1955) — российский и советский минералог и изобретатель, профессор. Учредитель (совместно с отцом В. Ф. Аршиновым) первого в России частного научно-исследовательского учреждения «Lithogaea», что означало «каменная земля», целью которого было изучение минеральных ресурсов страны (сейчас он известен как Всероссийский научно-исследовательский институт минерального сырья им. Н. М. Федоровского, ВИМС).

## Биография
Родился 2 (14) июля 1879 года (по другим данным 15.07), в семье купца Василия Фёдоровича и Александры Ивановны Аршиновых.
У него были младшие братья Василий (род. 1881) и Сергей (род. 1883).
Среднее образование получил в Петропавловской гимназии в Москве.

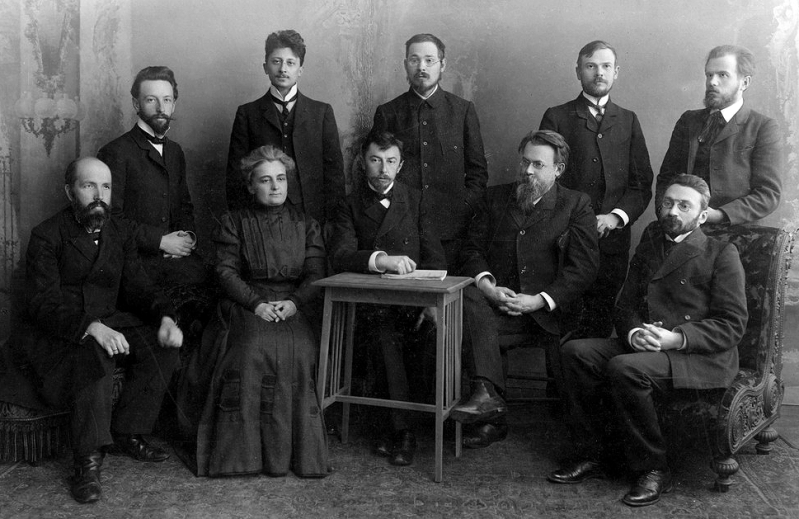
На кафедре минералогии, 1907

В 1903 году окончил естественное отделение физико-математического факультета Московского университета и был оставлен при кафедре минералогии для получения профессорского звания. Научный руководитель В. И. Вернадский.
Для продолжения образования был направлен в командировку в Гейдельбергский университет. Учился методам микроскопических исследований у петрографа Карла Розенбуша.

### Научная работа
В 1905 году было построено здание исследовательского института (Москва, Улица Большая Ордынка, дом 32), по проекту Ф. О. Шехтеля, на средства В. А. Аршинова. На крыше здания была расположена обсерватория, с 4,5-дюймовым телескопом-рефрактором Цейса. В здании была оборудована минералогическая лаборатория, которая позже превратилась в Петрографический институт «Lithogaea». В Московском университете В. В. Аршинов одновременно работал ассистентом В. И. Вернадского и вёл практические занятия по кристаллооптике.

Памятный камень в Аршиновском парке

В 1913 году на даче Аршиновых в Царицыно была образована летняя микроскопическая лаборатория «Lithogaea».
В. В. Аршинов заложил основы промышленности неметаллических полезных ископаемых, особенно тальковой и асбестовой. Организатор систематических научных работ в области петрографии и кристаллооптики. Один из первых высококвалифицированных специалистов по микроскопической петрографии. Профессор Московской горной академии, читал «Общий курс петрографии» на кафедре петрографии и рудных месторождений. В 1927—1934 годах принимал участие в составлении «Технической энциклопедии» под редакцией Л. К. Мартенса, автор статей по тематике «геология».
В 1936 году стал доктором геолого-минералогических наук.
Был арестован 6 ноября 1938 и 8 месяцев провел в следственной тюрьме, где лишился зрения на один глаз. Оправдан и 16 июля 1939 и выпущен из тюрьмы.
В 1945 году — профессор, в 1951 — заслуженный деятель науки РСФСР.
Подал более 50 заявок, 35 из которых признаны изобретениями.
На основе интерференционных эффектов предложил новое направление в декоративном искусстве — «сияющую мозаику»; на базе поляроидов создал новую модель подвесного облегчённого светофора, сигнальный фонарь для речного флота, специальные не слепящие очки для лётчиков и др.

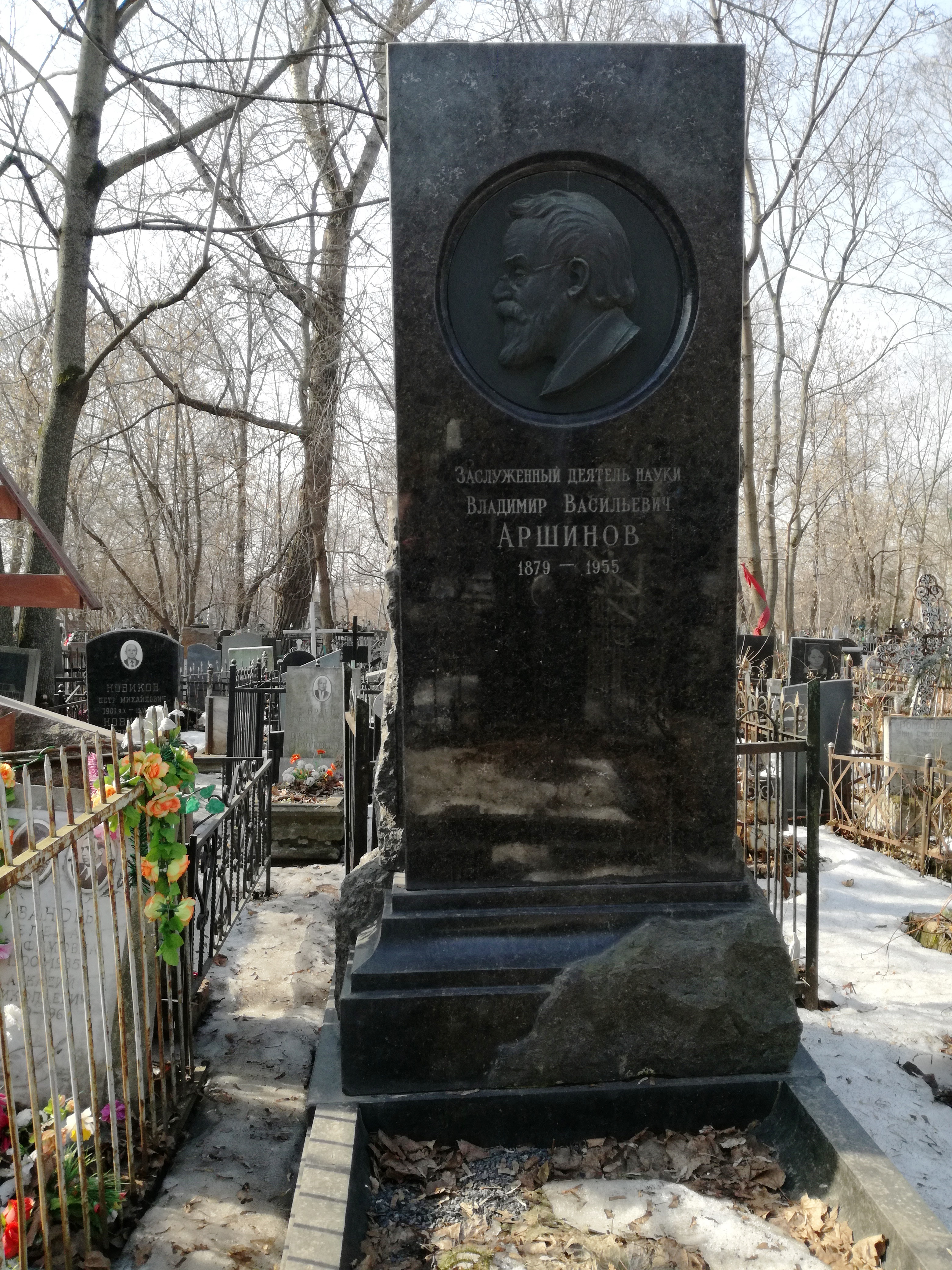
Памятник на Даниловском кладбище Москвы

Скончался в 7 августа 1955 года в Москве, похоронен на Даниловском кладбище.

## Награды и звания
- 1944 — Орден Трудового Красного Знамени
- 1948 — Орден Ленина
- 1951 — Заслуженный деятель науки РСФСР

## Память
- В честь Владимира Васильевича и его отца назван парк на юге Москвы — Аршиновский.
- В 2016 году в парке установлен памятный камень «от благодарных жителей района Царицыно».
- В ноябре 2020 года его именем была названа улица в районе Царицыно в Москве[10][11].